# Muzeum w Kwidzynie

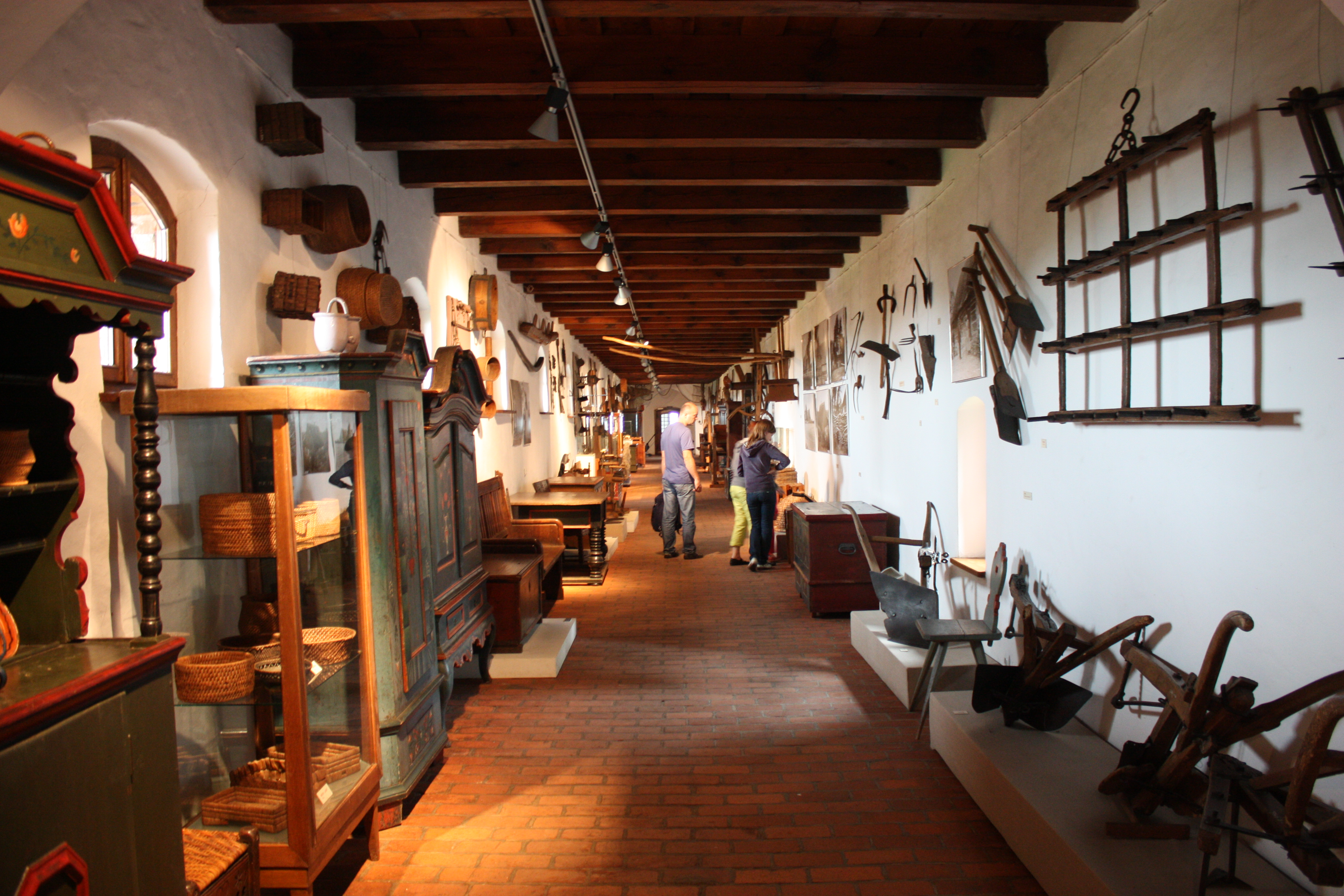
Fragment ekspozycji etnograficznej, fot. 2013 r.

Muzeum  w Kwidzynie – muzeum o charakterze regionalnym. Otwarte dnia 20 maja 1950 roku. Mieści się w historycznym zamku kapituły pomezańskiej w Kwidzynie, w którym zgromadzono ok. 5 tys. muzealiów, eksponatów z zakresu historii, sztuki, archeologii, etnografii i przyrody.

## Historia
Pomysł utworzenia Muzeum w Kwidzynie zrodził się w 1945 roku, wkrótce po przekazaniu miasta w ręce polskiej administracji. Jego podstawę stanowić miały eksponaty ocalałe po niemieckim Heimatmuseum Westpreussen, założonym przez nauczyciela Waldemara Heyma w 1926 roku. Zbiory te początkowo miały zostać włączone do kolekcji Muzeum Narodowego w Warszawie, jednak dzięki interwencji ówczesnego starosty Wiesława Sztejnike, pozostały w Kwidzynie.
Do maja 1950 roku opiekę nad zbiorami, zgromadzonymi w budynku przy ulicy Słowiańskiej, sprawował Józef Błachnio – kierownik Muzeum w Grudziądzu. Pierwszym kierownikiem Muzeum został, powołany przez Ministra Kultury i Sztuki, Alfons Lemański. W lipcu 1950 roku uzyskano zgodę na użytkowanie dawnego zamku kapituły pomezańskiej na cele muzealne. Po przeprowadzeniu koniecznych prac remontowych rozpoczęto przenoszenie zbiorów. Nad ich uporządkowaniem czuwał ks. dr Władysław Łęga. Jednocześnie rozpoczęto prace nad pierwszymi ekspozycjami.
Muzeum zostało oficjalnie otwarte 20 listopada 1950 roku. Udostępniono wówczas zwiedzającym dwie ekspozycje: stałą archeologiczną i czasową złożoną z barwnych reprodukcji obrazów z Galerii Trietiakowskiej. W tym czasie, z uwagi na różnorodność posiadanych zbiorów, podjęto się opracowania profilu Muzeum, korzystając z pomocy prof. Karola Górskiego, prof. Rajmunda Galona oraz prof. Marii Znamierowskiej-Prüfferowej. Początkowo Muzeum podlegało bezpośrednio Ministerstwu Kultury i Sztuki, później opiekę sprawowało nad nim Muzeum Pomorskie w Gdańsku. W kwietniu 1963 roku Muzeum zaczęło podlegać Prezydium Powiatowej Rady Narodowej, a rok później wszedł w życie status placówki, zatwierdzony przez Ministerstwo Kultury i Sztuki.
Od połowy lat 50. w muzeum gromadzona jest kolekcja przyrodniczej, odbywały się również wystawy o tej tematyce  współorganizowane przez Ligę Ochrony Przyrody – Oddział Gdański (m.in. przez Alfonsa Sikorę). W maju 1967 roku, po przeprowadzeniu niezbędnych prac remontowych na trzecim piętrze zamku, nastąpiło otwarcie stałej wystawy przyrodniczej „Przyroda skarbem narodu”.
Od stycznia 1973 roku Muzeum w Kwidzynie funkcjonuje jako Oddział Muzeum Zamkowego w Malborku.

### Kierownicy Muzeum
Dotychczasowymi kierownikami muzeum byli:
- Alfons Lemański
- Halina Sampławska
- dr Antoni Pawłowski
- Sylwia Tatara
- dr hab. Janusz Hochleitner
- Janusz Cygański w latach 2013–2019
- dr Justyna Liguz od 2019 roku

## Zbiory
Liczące około 5 tys. obiektów zbiory zostały podzielone na kolekcje:
- dzieła sztuki: naczynia porcelanowe z XVIII, XIX i początku XX wieku, naczynia szklane z końca XIX i początku XX wieku, portret Mężczyzny z czaszką (XVII wiek), alabastrowa płaskorzeźba "Święta Rodzina odpoczywająca podczas ucieczki do Egiptu" (1683), płaskorzeźba Zabójstwo Abla, dębowa skrzynia obita pasami żelaznej blachy (XIV w.), intarsjowany stół z marmurowym blatem (1648), dwa XVIII-wieczne fotele, monety pochodzące z XIV-XX wieku, XVII- i XVIII wieczne monety pruskie, XIX-wieczne monety rosyjskie i francuskie, XVII i XVIII-wieczne mechanizmy zamków, XVIII-wieczne świeczniki i żyrandole, renesansowy portal (1612)

- znaleziska archeologiczne: naczynia ceramiczne, krzemienne młoty, motyki, rozcieracze oraz żarna z epoki kamienia, młot wykonany z poroża jelenia, bogato zdobione grzebienie kościane, zapinki lateńskie, bursztynowe paciorki

- zbiory etnograficzne: dwudrzwiowa szafa na odzież (1789), intarsjowana skrzynia (1802), krzesło dla prządki (1804), drewniane matryce, wywieszka cechu sukienników i postrzygaczy owiec (XVI w.), formy piernikarskie (XVI-XIX w.)

- zbiory przyrodnicze:
  - sekcja faunistyczna: kolekcja okazów ptaków, ssaków, gadów, płazów, owadów, kolekcja jaj ptaków krajowych (123 gatunki ),
  - sekcja paleontologiczna: m.in. kości walenia wydobyte z koryta Wisły, najlepiej zachowana w kraju czaszka tura wraz z niekompletnym szkieletem, ząb mamuta, jajo hadrozaura;
  - sekcja botaniczna: ponad 700 kart, w tym zbiory herbarium J. Peil z lat 1867–1915.

## Pracownie i opiekunowie zbiorów
Muzeum posiada następujące pracownie merytoryczne:
- Pracownię Historii i Sztuki
- Pracownię Archeologii -opiekunowie kolekcji archeologicznej: dr Antoni Pawłowski, Joanna Jezierska (od 2010 roku)
- Pracownię Etnograficzną -  opiekunowie kolekcji etnograficznej: Halina Sampławska, Sylwia Tatara, Joanna Jezierska
- Pracownię Przyrodniczą - opiekunowie kolekcji przyrodniczej: Ryszard Domaradzki (w latach 1973-1992), Grzegorz Sidor (w latach 1992-1998), Magdalena Bółkowska (w latach 1998-2010), Adam Juźwiak (w latach 2010-2020)
- Pracownię Konserwatorską Zbiorów Przyrodniczych - konserwator zbiorów przyrodniczych: Karol Stawski (w latach 1976 - 2020)